# Eudesmia prusias
Eudesmia prusias là một loài bướm đêm thuộc phân họ Arctiinae, họ Erebidae.